# Ciudad Cuauhtémoc
Cuauhtemoc, conosciuta anche come Ciudad Cuauhtemoc, è una città nel centro dello stato messicano di Chihuahua, a 100 km a sudovest di Chihuahua, la capitale dello stato. È considerata la porta di accesso alla regione della Sierra Tarahumara.

## Storia
Cuauhtémoc è una delle più giovani città nello stato di Chihuahua; nel 1921 fu costituita una frazione comunale di Cusihuiriachi, chiamata San Antonio de Los Arenales. Con la crescita della popolazione, il congresso di Chihuahua decise il 5 luglio 1927 di rendere indipendente San Antonio de Los Arenales, attribuendogli lo status di comune e dandogli il nome di Cuauhtémoc, l'ultimo imperatore azteco.
Il 9 gennaio 1948, con decreto del Governatore di Chihuahua Fernando Foglio Miramontes, Cuauhtémoc ebbe lo status di città.

## Geografia fisica

### Clima
Cuauhtemoc ha un clima temperato semisecco. Le estati sono miti, ma non di rado si verificano temporali e grandinate; gli inverni sono freddi e sono caratterizzati da frequenti nevicate. La temperature media annua si aggira tra i 10 e i 14 °C, ma d'inverno si possono ottenere picchi negativi al di sotto dei -15 °C.  Le precipitazioni medie annue vanno dai 500 ai 600 mm.
| Cd. Cuauhtemoc (2000-2015) | Mesi | Mesi | Mesi | Mesi | Mesi | Mesi | Mesi | Mesi | Mesi | Mesi | Mesi | Mesi | Stagioni | Stagioni | Stagioni | Stagioni | Anno |
| Cd. Cuauhtemoc (2000-2015) | Gen  | Feb  | Mar  | Apr  | Mag  | Giu  | Lug  | Ago  | Set  | Ott  | Nov  | Dic  | Inv      | Pri      | Est      | Aut      | Anno |
| -------------------------- | ---- | ---- | ---- | ---- | ---- | ---- | ---- | ---- | ---- | ---- | ---- | ---- | -------- | -------- | -------- | -------- | ---- |
| T. max. media (°C)         | 15,5 | 17,6 | 20,1 | 24,0 | 27,3 | 30,0 | 28,1 | 26,2 | 24,9 | 23,1 | 19,1 | 16,1 | 16,4     | 23,8     | 28,1     | 22,4     | 22,7 |
| T. min. media (°C)         | −2,6 | −1,2 | 1,0  | 4,0  | 6,4  | 11,0 | 12,6 | 11,9 | 9,4  | 4,5  | −0,2 | −2,9 | −2,2     | 3,8      | 11,8     | 4,6      | 4,5  |

## Economia

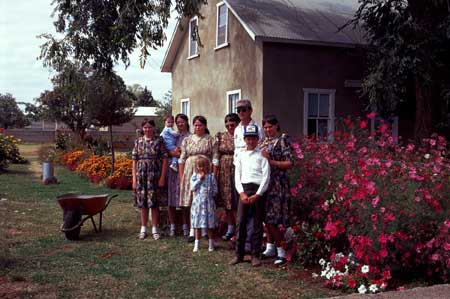
mennoniti cognomi a Cuauhtemoc, Chihuahua.

La città di Cuauhtémoc si trova nella "strada delle mele" che comprende anche i comuni di Cusihuiriachi, Carichí e Guerrero; questa regione produce mele di qualità riconosciuta a livello nazionale. Ciudad Cuauhtémoc non fa eccezione, gran parte del territorio cittadino fino a raggiungere la capitale Chihuahua, è coperto di frutteti di mele. Nella città si trova la sede di una delle società di produzione di mele più famose, la Norteñita SA. La produzione di mele rappresenta la principale fonte di guadagno economico di Ciudad Cuauhtemoc, con un business in continua crescita.

## Società

### Evoluzione demografica
Secondo il censimento della popolazione e delle abitazioni 2005 condotto dall'Istituto Nazionale di Statistica e Geografia del Messico, Cuauhtémoc ha una popolazione di 98.725 abitanti, di cui 47.712 uomini e 51.013 donne. Questo indica che in città si concentra il 74% della popolazione del comune di Cuauhtémoc, per un totale di 135.785. Nella regione si stabilirono rappresentanti del gruppo etnico rarámuri e  una grande comunità di mennoniti.